# Conquista de Gales por Eduardo I

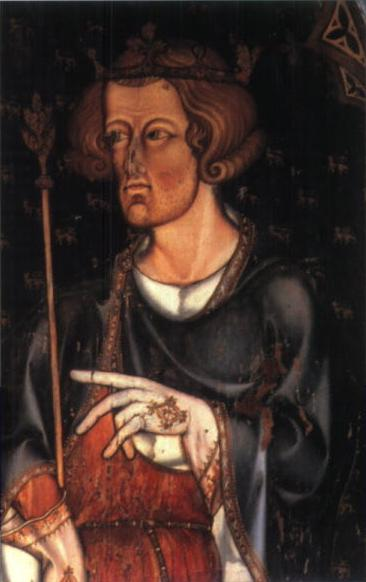
Edward I Longshanks, King of England (1272–1307)

La conquista de Gales por Eduardo I, a veces denominada conquista eduardiana de Gales, para distinguirla de la anterior (pero parcial) conquista normanda de Gales, que tuvo lugar entre 1277 y 1283. Tuvo como resultado la derrota y la anexión del principado de Gales, y de los otros últimos principados independientes de los galeses, por parte de Eduardo I de Inglaterra.
En el siglo XIII, Gales estaba dividido entre los principados nativos galeses y los territorios de los anglonormandos Señores de la Marca. El principal principado era el Gwynedd, cuyos príncipes se habían hecho con el control de la mayor parte del país, convirtiendo a los demás príncipes galeses en sus vasallos, y habían tomado el título de príncipe de Gales. Aunque los monarcas ingleses habían hecho varios intentos de hacerse con el control de los territorios nativos de Gales, no fue hasta la guerra de conquista de Eduardo contra Llywelyn ap Gruffydd ("Llywelyn el Último") de 1277 a 1283 que se logró de forma duradera.
En dos campañas, en 1277 y 1282-83, respectivamente, Eduardo primero redujo en gran medida el territorio del principado de Gales y luego lo invadió por completo, así como a los otros principados galeses restantes. La mayor parte del territorio conquistado se mantuvo como feudo real, y estas tierras se convirtieron más tarde, por costumbre, en la dotación territorial del heredero al trono inglés con el título de príncipe de Gales. El resto se concedería a los partidarios de Eduardo como nuevos señoríos de los marqueses. Aunque los territorios no se incorporarían efectivamente al Reino de Inglaterra hasta las Leyes de Gales de 1535-1542, la conquista de Eduardo marcó el fin de la independencia galesa.

## Antecedentes: Gales en la Alta Edad Media

Wales after the Treaty of Montgomery 1267
Gwynedd, Llywelyn ap Gruffudd's principality
Territories conquered by Llywelyn
Territories of Llywelyn's vassals
Lordships of the Marcher barons
Lordships of the King of England

Tras una serie de invasiones que se iniciaron poco después de su conquista de Inglaterra en 1066, los normandos se apoderaron de gran parte de Gales y se establecieron como Señores de las Marcas cuasi-independientes, pero debiendo lealtad a la Corona inglesa. Sin embargo, principados galeses como el Gwynedd, el Powys y el Deheubarth sobrevivieron y, desde finales del siglo XI, los galeses comenzaron a hacer retroceder el avance normando. A lo largo del siglo siguiente la recuperación de los galeses fluctuó y los reyes ingleses, especialmente Enrique II, intentaron en varias ocasiones conquistar o establecer suzeranía sobre los principados nativos galeses. No obstante, a finales del siglo XII los territorios de las Marcas se limitaban al sur y sureste del país.
El principado de Gwynedd era el poder dominante en Gales en la primera mitad del siglo XIII, con Powys y Deheubarth convertidos en estados tributarios. Los príncipes de Gwynedd asumieron el título de "Príncipe de Gales". Pero la guerra con Inglaterra en 1241 y 1245, seguida de una disputa dinástica en la sucesión al trono debilitó a Gwynedd y permitió a Enrique III apoderarse de Perfeddwlad (también conocido como los "Cuatro Cantrefs", la parte oriental del principado). Sin embargo, a partir de 1256 el resurgimiento de Gwynedd bajo Llywelyn ap Gruffydd (que sería conocido como Llywelyn el Último Rey) reanudó la guerra con Enrique y recuperó Perfeddwlad. Por el Tratado de Montgomery de 1267, se restableció la paz y, a cambio de hacer homenaje al rey inglés, Llywelyn fue reconocido como Príncipe de Gales y su reconquista de Perfeddwlad fue aceptada por Enrique. Sin embargo, las guerras esporádicas entre Llywelyn y algunos de los Señores de las Marcas, como Gilbert de Clare, Roger Mortimer y Humphrey de Bohun continuarían en los siguientes años.

## Conquista

### Causas inmediatas de la guerra
A la muerte de Enrique III murió en 1272 ascendió al trono su hijo, Edward I. Mientras que la ineficacia de Enrique había llevado al colapso de la autoridad real en Inglaterra durante su reinado, Eduardo fue un gobernante vigoroso y contundente y un hábil líder militar.
En 1274, la tensión entre Llywelyn y Eduardo aumentó cuando Gruffydd ap Gwenwynwyn de Powys y el hermano menor de Llywelyn Dafydd ap Gruffydd desertaron a los ingleses y buscaron la protección de Eduardo. El continuo conflicto con los Señores de la Marca, en particular por el nuevo castillo de Roger Mortimer en Cefnllys, y la acogida de desertores por parte de Eduardo llevaron a Llewelyn a rechazar la exigencia de Eduardo de acudir a Chester en 1275 para rendirle homenaje, como exigía el Tratado de Montgomery. Para Eduardo, constituyó igualmente una provocación los planes de matrimonio de Llywelyn con Leonor, hija de Simon de Montfort, líder de una rebelión contra la corona durante el reinado del padre de Eduardo. En noviembre de 1276, Eduardo declaró la guerra a Llywelyn, aunque su objetivo era más acabar con un vasallo recalcitrante que iniciar una guerra de conquista.

### Invasión de 1277
A principios de 1277, antes de que se reuniera el ejército real principal, Eduardo desplegó, en el sur y en el centro de Gales, una mezcla de fuerzas que incluía mercenarios, clientes de los Lores de las Marcas y caballeros de la casa real. En julio de 1277, Eduardo lanzó una expedición punitiva en el norte de Gales con su propio ejército de 15500 hombres, de los cuales 9000 eran galeses del sur, reclutados mediante una leva feudal tradicional. Desde Chester, el ejército marchó hacia Gwynedd, acampando primero en Flint y luego en Rhuddlan y Deganwy, causando probablemente importantes daños en las zonas por las que avanzó. Una flota de la alianza de los Cinco Puertos proporcionó apoyo naval.
Llywelyn pronto se dio cuenta de que su posición era desesperada y se rindió rápidamente sin que se llegara a producir una batalla importante. Sin embargo, Eduardo decidió negociar un acuerdo en lugar de intentar una conquista total. Es posible que en noviembre de 1277 estuviera escaso de hombres y suministros y, en cualquier caso, la conquista total de los territorios de Llywelyn no había sido su objetivo.

### Tratado de Aberconwy

Gwynedd after the Treaty of Aberconwy 1277
Gwynedd, Llywelyn ap Gruffudd's principality
Territories of Dafydd ap Gruffudd
Territories ceded to the English Crown

Por el Tratado de Aberconwy de noviembre de 1277, Llywelyn se quedó solo con la parte occidental de Gwynedd, aunque se le permitió conservar el título de Príncipe de Gales. La parte oriental de Gwynedd se dividió entre Eduardo y el hermano de Llywelyn, Dafydd, y el resto de las tierras que le habían sido tributarias pasaron a ser efectivamente de Eduardo.
Como resultado tanto de la expropiación territorial como de la sumisión de las familias gobernantes, Deheubarth, Powys y el centro de Gales se convirtieron en una mezcla de tierras reales directamente controladas y protectorados ingleses dóciles. La victoria de Eduardo fue amplia y representó una importante redistribución del poder y del territorio en Gales a favor de Eduardo. Eduardo disfrutaba ahora de un grado de control directo en las zonas nativas de Gales que ningún rey inglés anterior había conseguido.

### Campaña de 1282-83
La guerra estalló de nuevo en 1282, como resultado de una rebelión del hermano de Llywelyn, Dafydd, descontento con la recompensa que había recibido de Eduardo en 1277. Dafydd lanzó una serie de ataques coordinados con los gobernantes galeses de Deheubarth y Powys Fadog, que habían sido vasallos de Llywelyn hasta 1277 y ahora lo eran de Eduardo. Llywelyn y los demás líderes galeses, incluidos los del sur, se unieron y pronto la revuelta adquirió un carácter muy diferente al de la campaña de 1277. Se convirtió en una lucha nacional que gozaba de un amplio apoyo entre los galeses, provocados especialmente por los intentos de Eduardo de imponer la ley inglesa a los galeses. Eduardo, sin embargo, pronto empezó a verlo como una guerra de conquista más que como una simple expedición punitiva para sofocar una rebelión.

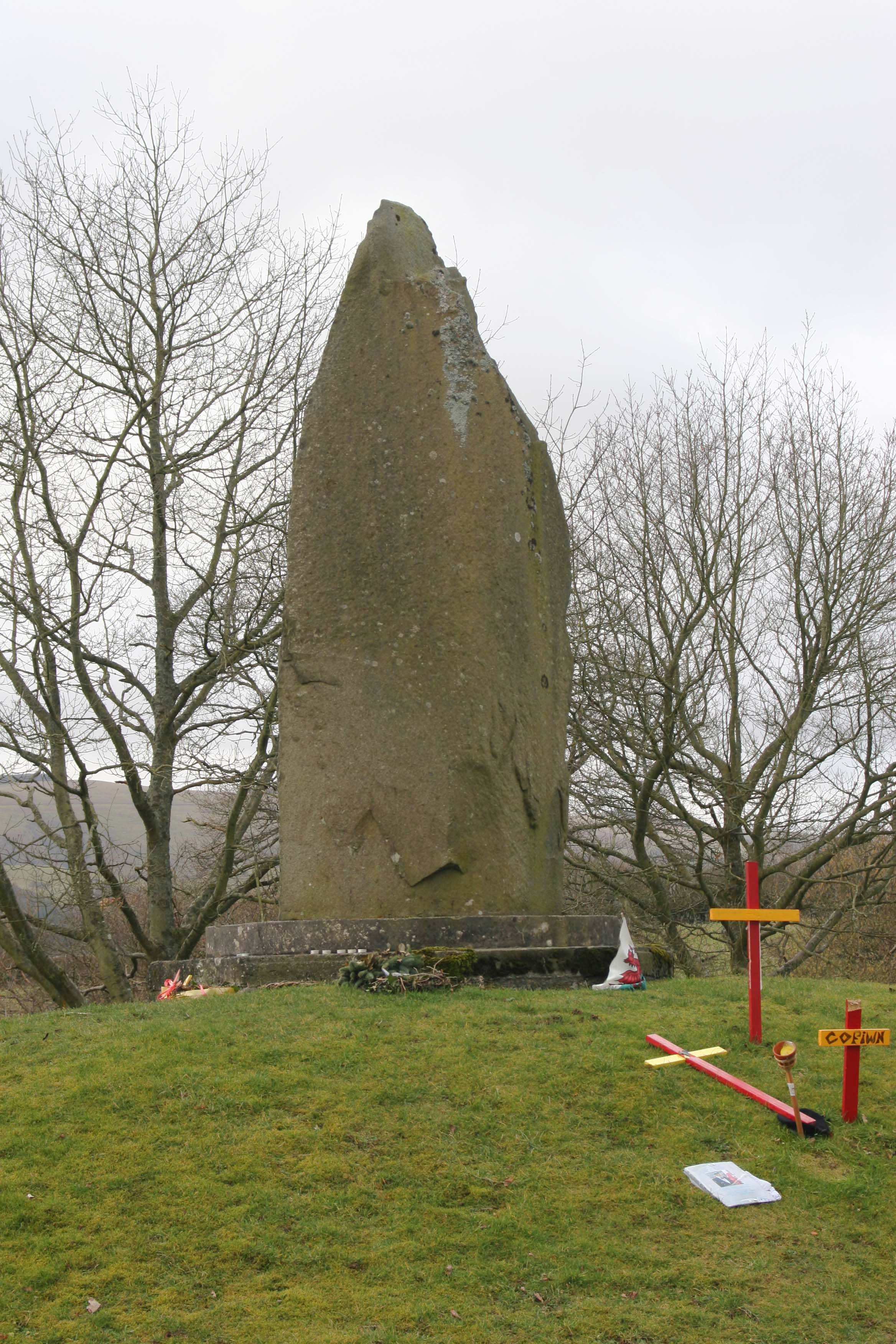
El monumento a Llywelyn en Cilmeri que marca el lugar de la batalla del puente de Orewin

Los ingleses lanzaron un ataque a tres bandas, con Eduardo dirigiendo su ejército hacia el norte de Gales por una ruta muy parecida a la de 1277, Roger Mortimer operando en el centro de Gales y el Conde de Gloucester avanzando con un importante ejército en el sur. Inicialmente los galeses tuvieron éxito. En junio de 1282, Gloucester fue derrotado en la Batalla de Llandeilo Fawr. Eduardo lo sustituyó por William de Valence, conde de Pembroke que incursionó en el sur hasta Aberystwyth pero no logró enfrentarse a un ejército galés. Eduardo sufrió entonces un revés en el centro de Gales cuando su comandante allí, Roger Mortimer, murió en octubre. El 6 de noviembre, mientras John Peckham, arzobispo de Canterbury, llevaba a cabo negociaciones de paz, Luke de Tany, comandante de Eduardo en Anglesey, decidió llevar a cabo un ataque sorpresa. Poco después de que Tany y sus hombres cruzaran por un puente de pontones que habían construido hacia tierra firme, fueron emboscados por los galeses y sufrieron grandes pérdidas en la batalla de Moel-y-don.
Sin embargo, la guerra dio un vuelco inesperado a favor de Eduardo cuando Llywelyn marchó inesperadamente desde el norte de Gales hacia Builth en el centro de Gales. Llywelyn fue atraído a una trampa y muerto en la Batalla del Puente de Orewin el 11 de diciembre de 1282. Aprovechando esta circunstancia, Eduardo reclutó un nuevo ejército y marchó audazmente hacia Snowdonia en enero de 1283 y capturó el Castillo de Dolwyddelan en el corazón de la resistencia galesa. Al mismo tiempo, de Valence, en el sur, avanzó desde Cardigan hacia Meirionnydd. La combinación de la presión de Valence desde el sur y el avance del rey hacia el norte fue demasiado para las fuerzas galesas. La conquista de Gwynedd se completó con la captura en junio de 1283 de Dafydd, que había sucedido a su hermano como príncipe el diciembre anterior. Dafydd fue llevado a Shrewsbury y ejecutado como traidor el otoño siguiente.

## Consecuencias

Tierras reales después de la conquista
"Principado de Gales del Norte"
Otras tierras de dominio directo
Señorías de la Marcha

### Asentamiento territorial
Eduardo dividió el territorio de los principados galeses entre él mismo (es decir, lo mantuvo bajo control real directo) y sus partidarios a través de concesiones feudales, que en la práctica se convirtieron en nuevos señoríos de los marqueses. Los señoríos creados fueron principalmente concesiones a anglonormandos como el conde de Lincoln que recibió el señorío de Denbigh. Pero además, los aliados galeses de Eduardo recibieron de nuevo sus propias tierras, pero en régimen feudal; por ejemplo, Owain ap Gruffydd ap Gwenwynwyn, de la casa principesca de Powys Wenwynwyn, recibió sus tierras ancestrales como el Señorío de Powys y pasó a ser conocido como Owen de la Pole (o Poole).
Las tierras retenidas bajo control real directo se organizaron bajo el Estatuto de Rhuddlan de 1284, que declaraba que estaban "anexionadas y unidas" a la Corona inglesa, aunque no llegaron a formar parte del Reino de Inglaterra. Eran el feudo personal del rey y en 1301, fueron otorgados al hijo de Eduardo, Edward de Caernarfon (el futuro Eduardo II), con el título de "Príncipe de Gales" y a partir de entonces las tierras y el título se convirtieron en la dotación habitual del heredero al trono.
El Estatuto de Rhuddlan dividía el territorio bajo control real en seis Shire según el modelo inglés, administrados por funcionarios reales. El Estatuto también imponía la adopción del  derecho consuetudinario inglés en Gales, aunque con algunas variaciones locales. El derecho galés continuó utilizándose en algunos casos civiles como la herencia de tierras, aunque con cambios; por ejemplo, los hijos ilegítimos ya no podían reclamar parte de la herencia, algo que el derecho galés les había permitido.
El resto de Gales siguió constituido como Marcas Galesas bajo el gobierno del Señor de la Marca, como antes, a partir de la década de 1290 Eduardo comenzó a intervenir en los asuntos de la Marca en mucha mayor medida.

### Colonización y construcción de castillos
].
A partir de 1277, y sobre todo después de 1283, Eduardo emprendió una política de colonización y asentamiento inglés en Gales, creando nuevas ciudades como Flint, Aberystwyth y Rhuddlan. Fuera de las ciudades, los campesinos galeses fueron desalojados de zonas clave y sus tierras repobladas por campesinos ingleses: por ejemplo, en el Señorío de Denbigh 10 000 acres fueron ocupados por colonos ingleses en 1334.
La principal preocupación de Eduardo tras su victoria era garantizar la seguridad militar de sus nuevos territorios y el castillo de piedra iba a ser el principal medio para conseguirlo. Bajo la supervisión de Jacobo de San Jorge, el maestro de obras de Eduardo, se construyeron una serie de imponentes castillos, utilizando un diseño distintivo y las características defensivas más avanzadas de la época, para formar un "anillo de piedra" alrededor del norte de Gales. Entre las principales construcciones se encontraban los castillos de Beaumaris, Castillo de Caernarfon, Conwy y Harlech.

### Otras rebeliones
Las rebeliones continuaron produciéndose en Gales de forma esporádica. Estas incluyeron revueltas en 1287-8, y más seriamente, en 1294 bajo Madog ap Llywelyn, un pariente lejano de Llywelyn ap Gruffudd y en 1316-1318 por Llywelyn Bren, señor de Senghenydd. En la década de 1370, Owain Lawgoch el último representante de la línea masculina de la casa gobernante de Gwynedd planeó dos invasiones de Gales con apoyo francés. En 1400, un noble galés, Owain Glyndŵr (u Owen Glendower), encabezó la revuelta más séria contra el dominio inglés. Ninguna de estas rebeliones tuvo éxito y por las Leyes de Gales de 1535-1542, Gales fue efectivamente incorporada al Reino de Inglaterra.

### Consecuencias para Inglaterra
Hubo un impacto constitucional imprevisto para Inglaterra. El coste financiero de la conquista fue elevado. Incluyendo la construcción de los nuevos castillos, Eduardo gastó alrededor de 173 000 libras para lograrlo. (En comparación, los ingresos anuales de Eduardo en esta época rondaban las 40 000 libras.) Además, el erario público tenía que asumir el coste de la presencia militar continua en Gales, incluido el mantenimiento de los castillos. La necesidad financiera del rey contribuyó a la ampliación del papel y la composición del Parlamento inglés, ya que era necesario aumentar los impuestos en consecuencia.